# Gosławice (województwo opolskie)
Gosławice (dodatkowa nazwa w j. niem. Goslawitz) – wieś w Polsce położona w województwie opolskim, w powiecie oleskim, w gminie Dobrodzień.
W latach 1975–1998 miejscowość administracyjnie należała do województwa częstochowskiego.
Częścią miejscowości jest Wilimownia.

## Nazwa
Heinrich Adamy zalicza nazwę miejscowości do grupy nazw patronomicznych wywodząc ją od staropolskiego imienia męskiego Gosława, które należało do pierwszego założyciela lub właściciela miejscowości. W swoim dziele o nazwach miejscowych na Śląsku wydanym w 1888 roku we Wrocławiu Adamy wymienia jako starszą od niemieckiej polską nazwę wsi w obecnie używanej formie Gosławice podając jej znaczenie "Dorf des Gosław" czyli po polsku "Wieś Gosława". W 1936 roku hitlerowska administracja III Rzeszy, chcąc zatrzeć słowiańskie pochodzenie nazwy wsi, przemianowały ją ze zgermanizowanej na nową, całkowicie niemiecką nazwę Goselgrund.

## Historia
Na pieczęci gminnej od pocz. XVIII w. do 1941 r. wspięty lew.